# ストーニー・プレイン・レコード
ストーニー・プレイン・レコード (Stony Plain Records)は、カントリー、フォーク、ブルースといったルーツ・ミュージックのジャンルを専門としたカナダの独立系レコード・レーベルである。これまでに300以上のアルバムをリリースしている。

## 歴史
ストーニー・プレインは、1976年にホルガー・ピーターセンとアルヴィン・ジャーンズによってエドモントンに設立された。同年レーベルは最初のアルバムをリリースした。1989年から、同レーベルのリリースはワーナー・ミュージック・カナダによって配給されている。ピーターセンは長年に渡り、社長を務めている。
ストーニー・プレインは過去には ラウンダー、シュガー・ヒル、ブラインド・ピッグといった米国のレーベルからライセンスを受け、カナダ盤のリリースを行なっていた。また同レーベルは、スティーヴ・アール、ギリアン・ウェルチ、エミルー・ハリスら米国のアーティストのアルバムについて、カナダにおける販売店を務めてきた。
ピーターセンはアーティストへのインタビューを記した二冊の著書があり、ラジオ番組"Saturday Night Blues"(CBC Radio One、Radio TwoおよびSiriusXM 169で放送)および"Natch'l Blues" (CKUA Radio Networkで放送)のホストも務めている。
2016年、ストーニー・プレインは40周年を迎え、記念に同レーベルのハイライトを収録した3枚組CDをリリースした。
同レーベルは創設者のピーターセンとジャーンズの所有と経営が長らく続いたが2018年、ライナス・エンターテインメントに売却され、会社はアルバータ州ストーニー・プレインから、オンタリオ州ウォーターダウンへ移転した。

## 主なアーティスト
- ジェフ・ヒーリー
- アスリープ・アット・ザ・ホイール
- ジェームズ・バートン
- ロドニー・クロウエル
- エミルー・ハリス
- アルバート・リー
- ジェイ・マクシャン
- マリア・マルダー
- ボビー・チャールズ
- スー・フォーリー
- エイモス・ギャレット

## 受賞歴
ストーニー・プレインとそのアーティストが受賞した賞の中には、11回のジュノー賞、6回のグラミー賞、ブルース音楽賞(複数回)、9回のカナディアン・カントリー音楽賞における「年間レーベル賞」、30回以上のメイプル・ブルース賞、西カナダ音楽賞(受賞回数多数)がある。
ストーニー・プレインは、イアン・タイソン、コーブ・ランド、その他もろもろのベスト盤コンピレーションでゴールド・ディスクおよびシルバー・ディスクを獲得している。
同レーベルはブルース・ファウンデーション主宰の「キーピング・ザ・ブルース・アライヴ」賞の2014年の受賞者である。